# Mar Hernandez Plana
Mar Hernández Plana (Sabadell, 1970) és una escultora i ciclista catalana resident a Castellar del Vallès.

## Biografia
Escultora i professora a l’Escola d’Art i Superior de Disseny de Vic, és coneguda per obres a diferents poblacions catalanes i, especialment a la seva vila de residència, Castellar del Vallès, com la dona acollidora o l'Estevet. L'any 2018 va guanyar el primer premi del Concurs d’Escultura Sebastià Badia organitzat, entre d'altres, pel Departament de Cultura de la Generalitat de Catalunya. Les seves escultores s'han pogut veure en diverses exposicions, tant al Principat de Catalunya com a les Illes Balears.
El 2007 és diagnosticada d'un càncer de mama, el qual va superar, tot i tenir una recaiguda posterior. Com a part de la teràpia, comença a practicar ciclisme de forma més habitual, fet que li va permetre participar en la Titan Desert, al Sàhara marroquí.